# Moncuni
Il Moncuni (o monte Cuneo) è una montagna delle Alpi Cozie alta 641 m s.l.m.

## Descrizione

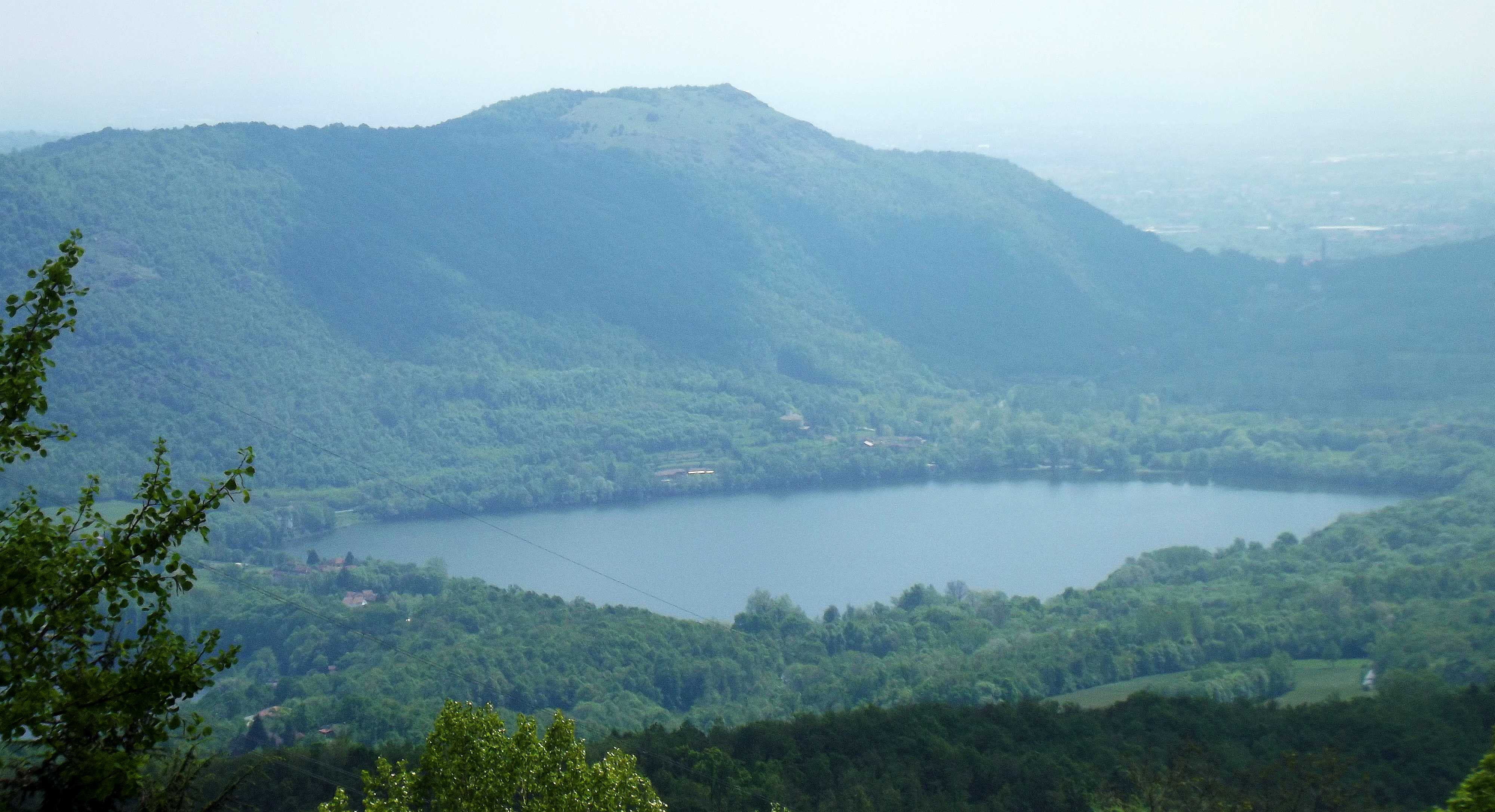
La montagna vista da Valgioie

Si trova all'inizio della Val Sangone ed è divisa tra i comuni di Avigliana, Reano e Trana, tutti e tre facenti parte della provincia di Torino. La cima è situata al confine tra i territori comunali di Trana e Reano.
È geograficamente parte della morena destra dell'Anfiteatro morenico di Rivoli-Avigliana. Tuttavia, anche se di altezza modesta, è a tutti gli effetti un prodotto dell'orogenesi alpina, avendo le sue lherzoliti più di 130 milioni di anni. La morena si è creata successivamente e ha inglobato il Moncuni.

## Ambiente
Fra la sua flora spiccano i licheni e il ginepro.

## Accesso
La cima del Moncuni può essere raggiunta a piedi con vari itinerari escursionistici, sia da Avigliana che da Trana, che permettono anche di visitare i massi erratici che si trovano attorno alla montagna, tra i quali la Pietra di Salomone, nota come sito di arrampicata. La zona è anche molto frequentata dagli appassionati della mountain bike.

## Cartografia
- 6 - Pinerolese Val Sangone, scala 1:25.000, ed. Fraternali
- 17 - Torino Pinerolo e Bassa Val di Susa, scala 1:50.000, ed. IGC - Istituto Geografico Centrale